# K.K. Partizan 1962
Questa pagina raccoglie le informazioni riguardanti il Košarkaški klub Partizan nelle competizioni ufficiali della stagione 1962.

## Roster
| N° | Naz.                  | Ruolo | Sportivo            |  | Alt. |  |
| -- | --------------------- | ----- | ------------------- |  | ---- |  |
|    | Jugoslavia (bandiera) |       | Miloš Bojović       |  |      |  |
|    | Jugoslavia (bandiera) |       | Radovan Radović     |  |      |  |
|    | Jugoslavia (bandiera) |       | Đorđe Milojević     |  |      |  |
|    | Jugoslavia (bandiera) |       | Borislav Žutić      |  |      |  |
|    | Jugoslavia (bandiera) |       | Borislav Ćurčić     |  |      |  |
|    | Jugoslavia (bandiera) |       | Branko Damjanović   |  |      |  |
|    | Jugoslavia (bandiera) |       | Blagoje Janković    |  |      |  |
|    | Jugoslavia (bandiera) |       | Ljuba Mladenović    |  |      |  |
|    | Jugoslavia (bandiera) |       | Kosta Gavanski      |  |      |  |
|    | Jugoslavia (bandiera) |       | Zvonimir Đurić      |  |      |  |
|    | Jugoslavia (bandiera) |       | Milorad Đurić       |  |      |  |
|    | Jugoslavia (bandiera) |       | Milorad Polić       |  |      |  |
|    | Jugoslavia (bandiera) |       | Ljubo Lučić         |  |      |  |
|    | Jugoslavia (bandiera) |       | Vladimir Mijalković |  |      |  |
|    | Jugoslavia (bandiera) | All.  | Božidar Munćan      |  |      |  |